# Gli abbracci spezzati
(Ragazza abbordata da Harry nella prima scena)
Gli abbracci spezzati (Los abrazos rotos) è un film del 2009 scritto e diretto da Pedro Almodóvar.

## Trama
Mateo Blanco è stato un affermato regista che, dopo la perdita della vista in un incidente stradale, scrive ora romanzi e sceneggiature con lo pseudonimo di Harry Caine. Viene aiutato dalla sua fidata produttrice, Judit, e dal figlio di lei, Diego, che partecipa anche alla stesura di sceneggiature. Un giorno Blanco riceve la visita di un filmmaker, che si fa chiamare Ray-X, che gli propone di realizzare un film per distruggere la memoria del padre, un uomo molto potente, col quale ha avuto un rapporto molto complicato. Harry rifiuta e, nonostante non possa vederlo, lo riconosce: è il figlio di Ernesto Martel. Molti ricordi tornano a galla. La curiosità di Diego spinge Harry a raccontargli la sua storia d'amore con Magdalena (Lena), iniziata nel 1994, e cosa lo abbia spinto ad abbandonare il nome di Mateo Blanco.
Lena lavorava come segretaria alle dipendenze di Ernesto Martel e in seguito, per riconoscenza, dato che egli si era occupato del padre di lei gravemente malato, è diventata la sua donna. Ernesto vuole sposarla ma lei rifiuta. Lena ha sempre sognato di fare l'attrice e convince il ricco amante a produrre un film nel quale lei reciterà; sul set la ragazza e il regista Mateo s'innamorano. Ernesto, sospettoso, incarica il complessato figlio di riprendere il set con una videocamera per controllare la situazione; ingaggia addirittura una lettrice dei movimenti labiali per farsi riferire i dialoghi, specie quelli non direttamente relativi al film. Scopre così come Lena non lo sopporti e quanto sia innamorata del regista. Una notte Ernesto spinge Lena, che vuole lasciarlo, facendola rotolare sulle scale; la conseguenza è la rottura di una gamba, oltre a numerosi lividi.
Quest'incidente complica la realizzazione delle ultime riprese del film, ma Lena vuole andare avanti, anche se non si fida più di Ernesto: la vita con lui è diventata impossibile e lei vive nella paura. Riesce ad ultimare il film, ma quando inizia il montaggio della pellicola Ernesto la picchia e le strappa i vestiti, gettandola per strada. Questo convince il regista e l'attrice a fuggire a Lanzarote sperando di trovare un po' di pace. Intanto Ernesto Martel fa uscire subito il film che però si rivela un flop. Una sera un fuoristrada piomba sulla loro auto, seguita dal solito figlio di Ernesto che riprende le loro mosse; nell'impatto Lena muore e Mateo perde la vista. A questo punto il regista si considera defunto come Mateo Blanco e si fa chiamare Harry Caine, nome che aveva usato nella vacanza clandestina con Lena.
A distanza di ben 14 anni, Judit trova il coraggio di confessare ad Harry che fu lei a dare il numero di telefono dell'hotel di Lanzarote a Ernesto Martel e confessa anche di essersi lasciata corrompere dal produttore per sabotare il montaggio del film scegliendo le riprese peggiori. Harry allora cerca Ray-X il quale gli consegna un filmato, che poi Harry si farà descrivere da Diego, dove è ripreso il momento dell'incidente. Un giorno Judit svela a Diego una sua vecchia relazione con Mateo e che lui è suo padre, Mateo stesso non lo aveva mai saputo. Mateo scopre anche che Judit ha conservato tutto il materiale del film girato anni prima e, insieme a Diego, si accingono a rimontarlo perché "i film vanno finiti anche se alla cieca".

## Produzione
Ad ispirare il titolo del film è Viaggio in Italia di Roberto Rossellini. Per l'esattezza si riferisce alla sequenza del ritrovamento negli scavi archeologici di Pompei di due corpi abbracciati colti dalla lava, vista da Lena e Mateo (Penélope Cruz e Lluís Homar) in un momento d'intimità.
Le riprese si sono svolte tra il 26 maggio e il 5 settembre 2008 a Madrid e alle isole Canarie.

## Distribuzione
Il film è uscito nelle sale spagnole il 18 marzo 2009, mentre a maggio ha partecipato in concorso al 62º Festival di Cannes. In Italia è uscito il 13 novembre dello stesso anno.

## Collegamenti ad altri film di Almodóvar
- Il film che i protagonisti stanno girando, intitolato Chicas y maletas (Ragazze e valigie), è una parodia di Donne sull'orlo di una crisi di nervi (1988) dello stesso Almodóvar.

- Nelle scene iniziali in cui il protagonista parla del suo lavoro di cineasta, lo si vede battere a macchina un copione dal titolo di Madres paralelas, che sarà poi quello d'un altro film che Almodóvar girerà nel 2020.

## Accoglienza

### Critica
Alberto Crespi sull'Unità scrive:
Paolo Mereghetti sul Corriere della Sera scrive:

### Incassi
Il film in patria ha incassato 4141633 €, in Italia 3556718 €, negli Stati Uniti 4870535 $.

## Riconoscimenti
- 2009 - Festival di Cannes
  - In concorso per la Palma d'oro
- 2010 - Golden Globe
  - Nomination Miglior film straniero
- 2009 - European Film Awards
  - Miglior colonna sonora
  - Nomination Miglior attrice a Penélope Cruz
  - Nomination Miglior regista
  - Nomination Premio del pubblico al miglior film europeo
- 2009 - Satellite Award
  - Miglior film in lingua straniera
  - Nomination Miglior attrice in un film drammatico a Penélope Cruz
- 2010 - British Academy Film Awards
  - Nomination Miglior film non in lingua inglese
- 2010 - Premio Goya
  - Miglior colonna sonora
  - Nomination Migliore attrice protagonista a Penélope Cruz
  - Nomination Migliore sceneggiatura originale
  - Nomination Migliori costumi
  - Nomination Miglior trucco e acconciatura
- 2010 - Fotogrammi d'argento
  - Miglior attrice cinematografica a Penélope Cruz
  - Nomination Miglior attrice cinematografica a Blanca Portillo
  - Nomination Miglior attore cinematografico a Lluís Homar
- 2010 - Critics' Choice Movie Award
  - Miglior film straniero
- 2009 - New York Film Critics Circle Awards
  - 2º posto Miglior film in lingua straniera